# マウントジョイ駅
マウントジョイ駅（英語：Mount Joy station）は、ペンシルベニア州マウントジョイ イースト・ヘンリー・ストリートおよびノース・マーケット・ストリートにある駅。 

## 利用可能な鉄道路線／列車
アムトラックキーストン回廊のマウントジョイ駅に停車する列車は下記の通り。
ハリスバーグとニューヨーク間の昼行中距離列車キーストン・サービス号…西行き11本、東行き7本停車（平日）
フィラデルフィアよりマウントジョイを経てハリスバーグに至る区間はキーストン・サービス号により高速かつ高頻度に列車が運行されている。